# Hans-Karl Paetzold
Hans-Karl Paetzold (* 2. Januar 1916; † 4. November 2002 in Köln) war ein deutscher Geophysiker und Direktor des Instituts für Geophysik und Meteorologie der Universität zu Köln.

## Leben
Hans-Karl Paetzold habilitierte 1954 an der Technischen Hochschule München und war bis 1961 Wissenschaftler am Max-Planck-Institut für Physik der Stratosphäre in Weißenau. Nach dem Tod von Hellmut Berg, dem Leiter des Meteorologischen Institutes der Universität zu Köln wurde er als ordentlicher Professor nach Köln berufen und erhielt die Lehrbefugnis für Geophysik und Meteorologie.
Bereits im Jahre 1971 wies Hans-Karl Paetzold auf die Gefährdung der Ozonschicht durch hochfliegende zivile Überschallflugzeuge hin.

## Werke
- Weitere Bestimmungen der vertikalen Ozonverteilung. In: Die Naturwissenschaften, 37, 1950, S. 559 f.
- Die durch die atmosphärische Ozonschicht bewirkte Färbung des Erdschattens auf dem verfinsterten Mond. In: Die Naturwissenschaften, 38, 1951, S. 544 f.
- Die Sonnenfinsternisexpedition 1954 des Max-Planck-Institutes in Weißenau. In: Die Sterne, 31, 1955, S. 11 (mit Richard Mühleisen)
- Die Dichte der äußersten Erdatmosphäre nach Satellitenbeobachtungen. In: Die Naturwissenschaften, 45, 1958, S. 485 f.
- Die oberste Erdatmosphäre nach Satelliten-Messungen. In: Die Naturwissenschaften, 46, 1959, S. 416 ff.
- Die Luftdichte in der irdischen Ionosphäre und Exosphäre. In: Die Naturwissenschaften, 48, 1961, S. 39f
- Meridionale Ozonverteilung und stratosphärische Zirkulation. In: Die Naturwissenschaften, 48, 1961, S. 474
- Hohe Atmosphäre und Solarer Wind. In: Die Naturwissenschaften, 49, 1962, S. 390 f.
- mit Erich Regener: Ozon in der Erdatmosphäre. In: Handbuch der Physik (Geophysik 2), Band 48, 1957